# Reginald Campbell Thompson
Reginald Campbell Thompson (* 21. August 1876 in Kensington; † 23. Mai 1941) war ein britischer Archäologe, Assyriologe und Übersetzer der Keilschrift. Er führte unter anderem Ausgrabungen in Ninive, Ur, Nebo und Karkemiš durch.

## Leben
Thompson wurde in Kensington geboren und besuchte die Colet-Court-St.-Pauls-Schule sowie ab 1895 das Caius College in Cambridge, wo er dann auch orientalische Sprachen (Hebräisch und Aramäisch) hörte. Im Jahr 1899 wurde er Assistent an der Ägyptischen und Assyrischen Abteilung des British Museum, an dem er für zehn Bände der Cuneiform Texts from the Babylonian Tablets in the British Museum bis 1905 eine große Anzahl unter anderem an Syllabaren, Wörterbüchern, neubabylonischen Briefen und Beschwörungstexten herausgab. Aus dieser Beschäftigung gingen seine ersten Werke The Devils and Evil Spirits of Babylonia (1903/1904) und Late Babylonian Letters (1906) hervor.
Reisen führten ihn zwischen 1900 und 1903 nach Norwegen, Ägypten und Nordafrika. Das Britische Museum entsandte ihn 1904 nach Ninive, wo er den im Jahr darauf abgeschlossenen Ausgrabungen unter Leonard William King assistierte. Zusammen besuchten King und Thompson Bisutun und kollationierten die große Inschrift Dareios’ I., die sie 1907 neu herausgaben. 1907 folgte Thompson einem Ruf als Assistant Professor für Semitische Sprachen der University of Chicago, an der er bis 1909 lehrte.
Im Jahr 1911 kehrte Thompson, der in diesem Jahr zuvor Barbara Brodrick geheiratet hatte, nach Ägypten zurück, wo er 1913/14 einen koptischen Ort im Wadi Sargah südlich von Asyut ausgrub. 1915 ging er nach Mesopotamien und widmete sich zunächst der Ausgrabung in Karkemiš. Als Mesopotamien 1918 von den Briten besetzt wurde, warben die Treuhänder des British Museum dafür, dem Militär Archäologen zur Seite zu stellen, um antike Relikte vor Zerstörung zu schützen. R. Campbell Thompson, der im Ersten Weltkrieg als Hauptmann im Nachrichtendienst in der Region diente, wurde als ehemaliger Assistent im British Museum beauftragt, diese Arbeit zu übernehmen. Nach kurzer Besichtigung der Stadt Ur begann er 1918 in Tell Abu-Schahrein und den Grabhügeln von Tell al-Lahm zu graben. Nach dem Ersten Weltkrieg nahm er seine bereits vor dem Krieg begonnenen Arbeiten zu Heilungsritualen wieder auf, die er 1923, nun als Fellow des Merton Colleges in Oxford, unter dem Titel Assyrian Medical Texts veröffentlichte. Angeregt durch diese Beschäftigung, widmete er sich der babylonischen Flora und veröffentlichte 1924 sein Assyrian Herbal. Eine seiner wichtigsten Publikationen war in den Folgejahren die Neuedition des Gilgamesch-Epos, die er 1930 herausgab.
Bereits 1927 kehrte er in den Orient und nach Ninive zurück, wo er bis 1932 erneut Ausgrabungen durchführte und unter anderem die Überreste des bereits 1904 von ihm entdeckten Nabu-Tempels freilegte. Wieder nach Oxford zurückgekehrt, beschäftigte er sich mit dem Wissen und Kenntnisstand der Assyrer in den Bereichen Chemie und Geologie. 1936 veröffentlichte er hierzu sein Dictionary of Assyrian Chemistry and Geology. Im Jahr darauf wurde er in Nachfolge des 1937 verstorbenen Stephen H. Langdon Shillito Reader in Assyriology der University of Oxford.
Thompson lud die Schriftstellerin Agatha Christie und ihren Mann, den Archäologen Max Mallowan, 1931 ein, die Grabungsstätte in Ninive zu besichtigen. Christie widmete ihre Geschichte Lord Edgware Dies (deutsch: Lord Edgware verstirbt) „Dr and Mrs Campbell Thompson“ (Doktor und Frau Campbell Thompson). Im Gegenzug widmete Thompson seine Geschichte Digger’s Fancy (deutsch: Goldgräberstimmung) „Agatha and Max Mallowan“.
Thompson, seit 1910 Mitglied der Society of Antiquaries, wurde 1934 zum ordentlichen Mitglied der British Academy gewählt. Er verstarb 1941 im Alter von 64 Jahren, während er in der Home Guard River Patrol diente, an einem Herzschlag auf der Themse.

## Veröffentlichungen (Auswahl)
Fachpublikationen
- The Devils and Evil Spirits of Babylonia. Zwei Bände. Luzac, London 1903–1904.
- Late Babylonian Letters: Transliterations and Translations of a Series of Letters Written in Babylonian Cuneiform, Chiefly during the Reigns of Nabonidus, Cyrus, Cambyses, and Darius. Luzac, London 1906.
- Semitic Magic: its Origins and Development. London 1908.
- Assyrian Medical Texts. Oxford University Press, Oxford 1923 (PDF).
- The Assyrian Herbal. Luzac, London 1924 (Digitalisat).
- A Century of Exploration at Nineveh. Luzac, London 1929 (zusammen mit Richard Wyatt Hutchinson).
- The Epic of Gilgamish. Text, transliteration and notes. Clarendon Press, Oxford 1930.
- A Dictionary of Assyrian Chemistry and Geology. Clarendon Press, Oxford 1936 (Digitalisat).

Belletristik
- A song of Araby (1921 als John Guisborough)
- A Mirage of Sheba (1923 als John Guisborough)
- Digger's Fancy. A melodrama. London 1938